# Stephen Krashen
Stephen Krashen (Chicago, 14 de mayo de 1941) completó su doctorado en Lingüística en 1972 en la Universidad de California UCLA. Actualmente es profesor emérito en la Universidad del Sur de California, USC.
Krashen es el autor de más de 250 artículos y libros en los campos de la educación bilingüe, el aprendizaje de idiomas, el aprendizaje de la lectura y la neurolingüística. Es un lingüista, investigador educativo, y activista político.

## Trabajo
Stephen Krashen recibió un doctorado en Lingüística de la Universidad de California, Los Ángeles en 1972. Krashen tiene entre los artículos y libros, más de 486 publicaciones, que contribuyen a los campos de adquisición de un segundo idioma, educación bilingüe y lectura. Es conocido por presentar varias hipótesis relacionadas con la adquisición de un segundo idioma, que incluyen la hipótesis de adquisición-aprendizaje, la hipótesis de entrada, la hipótesis del monitor, el filtro afectivo y la hipótesis del orden natural. Más recientemente, Krashen promueve el uso de la lectura voluntaria libre durante la adquisición de un segundo idioma, que dice que "es la herramienta más poderosa que tenemos en educación de idiomas, primero y segundo".